# Osnabrücker BV 05
Osnabrücker BV 05 was een Duitse voetbalclub uit Osnabrück, Nedersaksen.

## Geschiedenis
De club werd opgericht in 1905 en sloot zich aan bij de West-Duitse voetbalbond. De club ging in de competitie van Ravensberg-Lippe spelen en werd daar in 1910 kampioen. Hierdoor plaatste de club zich voor de West-Duitse eindronde en verloor met zware 9:2 cijfers van Duisburger SpV. Na 1911 ging de club in de Westfaalse competitie spelen. In 1920 fuseerde de club met FC 1899 Osnabrück en werd zo BV Osnabrück 1899.

## Erelijst
Kampioen Ravensberg-Lippe
1910